# Mazur D–350
A Mazur D–350 lengyel tüzérségi vontató, melyet a Łabędy-i Gépgyár fejlesztett ki a T–54 harckocsi alapjain és gyártott 1960–1961-ben. Lengyelországon kívül Csehszlovákia és Vietnám állította szolgálatba.

## Története
Az 1950-es évek közepén a lengyel hadiipar erőteljes fejlesztése idején hoztak létre a Labędy-i Gépgyárban egy tervezőirodát. Más fejlesztésekkel együtt ott kezdődött el 1965-ben egy tüzérségi vontató tervezése, melynek a Lengyelországban licenc alapján gyártott T–54A közepes harckocsi volt az alapja.

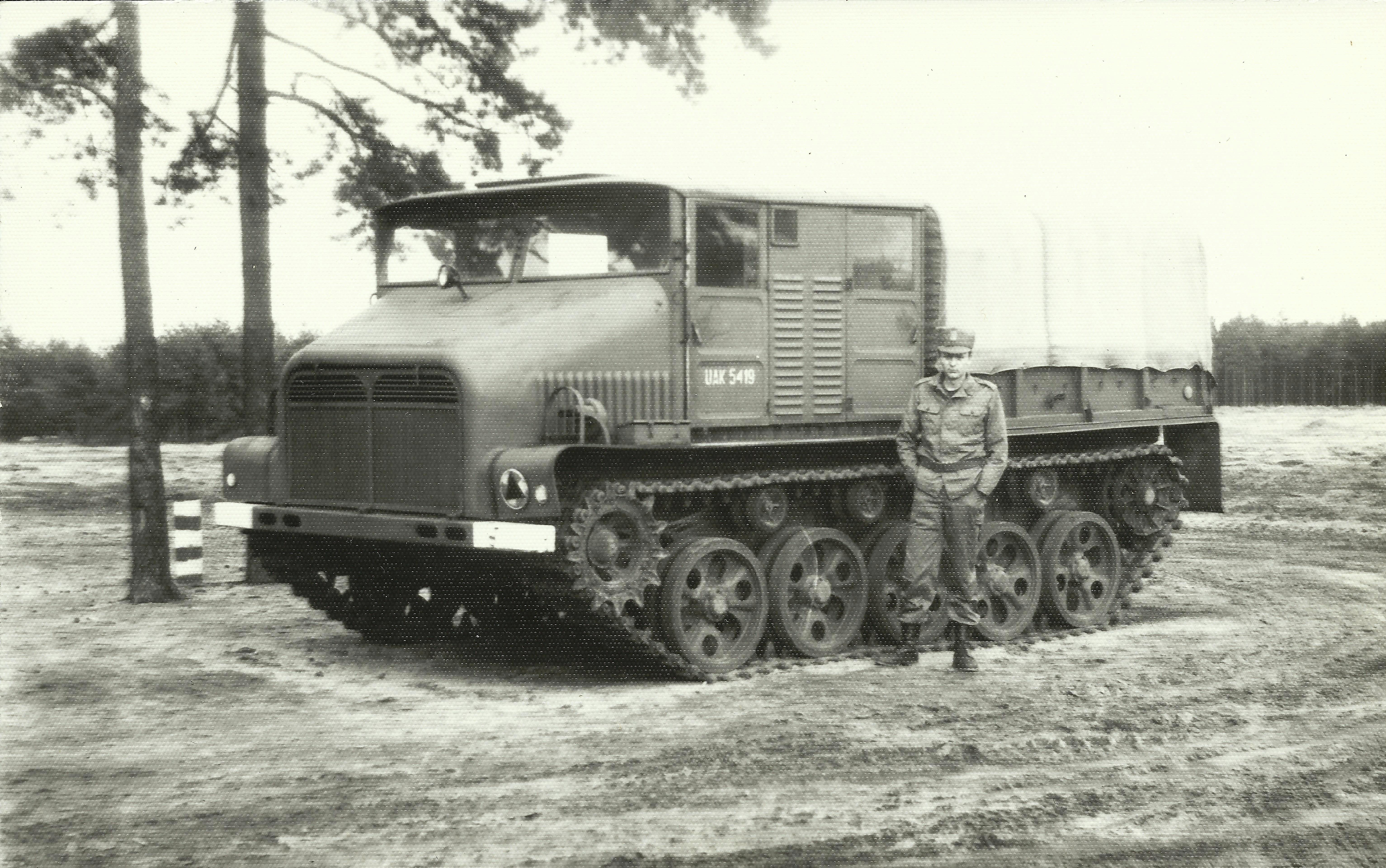
A Lengyel Néphadsereg Mazur vontatója

Az előzetes tervek 1957 elejére készültek el. A tervek és a paraméterek tanulmányozása után a Lengyel Néphadsereg Gépjármű Szolgálata jóváhagyta két prototípus elkészítését, melyek a Mazur D–300 típusjelet kapták. Ezekkel harctéri próbákat végeztek. A tesztek során feltár hibák kijavítása után 1958-ban két további prototípust készítettek. Ezek sikeresen teljesítették a gyári és a harctéri teszteket. Ezt követően 1959–1960-ban a jármű több példányát tesztelték a Szovjetunióban, szélsőséges üzemi körülmények és klimatikus viszonyok között is. Ennek során a járművek 5 ezer km-t futottak.
A sikeres tereppróbák után 1960-ban kezdődött el a sorozatgyártása. A sorozatgyártásban több vállalat vett részt. A végszerelést és egyes szerkezeti elemek (pl. erőátvitel, csörlő) a gliwicei Lebędy-i Gépgyár végezte. A jármű alvázát a Huta Stalowa Wola (HSW) gyártotta, míg a dízelmotor a PZL Wola vállalatnál készült. Összességében a jármű szerkezeti elemeinek kb. 75%-a megegyezett a T–54A harckocsiéval.
A vontató sorozatgyártása csak rövid ideig, 1961-ig tartott. A sorozatgyártás beszüntetésének az oka a szovjet ATSZ–59 tüzérségi vontató megjelenése volt, amely az 1960-as évektől a Varsói Szerződés tagállamainak szabványos tüzérségi vontatója lett. Az ATSZ–59-t készítő Kurganmaszavod kapacitásait lekötötte a BMP–1 sorozatgyártására történő felkészülés, így az 1960-as évek közepén az ATSZ–59-es gyártása átkerült a Lebędy-i Gépgyárhoz.
A vontatót elsősorban a tábori tüzérség 122 mm-es és 152 mm-es lövegeinek vontatására használták. Lengyelországon kívül Csehszlovákia is rendszeresítette, ahol kb. 120 darabot állították szolgálatba. Az 1960-as években Lengyelországban kivont példányokat vásárolt Vietnám. Ezeket a járműveket a vietnámi háborúban is bevetették.

## Műszaki jellemzők
A Mazur D–350 nagy terepjáró képességű nehéz tüzérségi vontató, amely a T–54A harckocsi alvázán alapul. A lánctalpas futóművének köszönhetően jó vontatási képességgel és jó manőverezőképességgel rendelkezik. Rendeltetése a tábori tüzérség nehéz lövegeinek, valamint egyéb vontatmányok (trélerek, radarállomások stb.) továbbítása. A talajtól függően 3–5 tonnás vontatmányok továbbítására képes.
Az alváza nagyrészt megegyezik a T–54A-val, de az öt futógörgő eloszlása eltérő. A jármű elején található a D–350 típusú, V12 hengerelrendezésű dízelmotor, amely megegyezik a T–54A harckocsik V–54 típusú motorjával. A motor 1800 1/perc fordulatszámon maximálisan 350 LE teljesítmény leadására volt képes. A felépítmény orr helyezkedik el a hűtőrendszer radiátora és az egyéb segédberendezések.
A jármű középső részében található az akkumulátorok és a sűrített levegős tartályok, fölötte pedig az acélszerkezetű vezetőfülke, amelyben a kétfős személyzet (vezető és parancsnok) helyezkedik el, rajtuk kívül további nyolc fő utas helyezhető el. A jármű hátsó részén található a nyitott plató, amely ponyvával fedhető. A plató alatt egy 17 tonna teherbírású csörlő helyezkedik el, melynek dobjára 80 m-nyi drótkötél van felcsévélve. A vontatmány csatlakoztatására a jármű hátfalán van kialakítva a vonószem, fölötte található a csörlő kivezetése is.

## Rendszeresítők
- Lengyelország
- Csehszlovákia
- Vietnám